# Ню Скорпиона
Ню Скорпиона (ν Scorpii, Nu Scorpii, ν Sco) — кратная звёздная система в созвездии Скорпиона. Это, скорее всего, септулярная (семикратная) звёздная система, состоящая из двух близких групп (обозначенных Ню Скорпион AB и Ню Скорпион CD), которые разделены расстоянием в 41 секунду дуги. На основе измерений параллакса, звезда находится на расстоянии приблизительно 470 световых лет от Солнца. Компонент Ню Скорпиона Aa носит название Джаббах.
Звезда четвёртой величины (4,0m), находится к северо-востоку от Граффиаса (Бета Скорпиона). Она проигрывает в блеске многим звёздам в созвездии Скорпиона и поэтому Байер присвоил ей греческую букву ν (Ню).
Звезда выглядит как придаток яркой трёхзвёздной клешни скорпиона. Телескоп показывает, что это великолепная четверная звезда, все компоненты которой — гиганты голубоватого класса B. Её называют «самой красивой четверной группой на небесах» (Агнесс Мари Клер, (англ.)Agnes Clerke). Система напоминает Эпсилон Лиры: звёзды расположены в двух близких парах, разделённых 41 секундой дуги. Две звезды более яркой пары отделены на 1,3 секунды, а две более слабые — примерно вдвое больше, на 2,4 секунды. Близость их затрудняет измерения. Восточная пара ярче и состоит из «Ню Скорпиона A и B». Оба компонента очень горячие, примерно 22 000 K, и классифицируются как субгиганты спектрального класса B (иногда их классифицируют как карлики), так как они почти наверняка всё ещё сжигают свой водород в гелий, с видимыми звёздными величинами 4,38m и 5,37m. Покрытие Луной показывает, что более яркая компонента (А) также двойная, разделённая на 0,0003 секунды, что делает систему по крайней мере пятикратной. Более тусклый компонент (называемый Ab) примерно на две величины слабее, чем более яркий Aa (делая Ab более холодной звездой класса B). Западная пара, называемая «Ню Скорпиона C и D», представляет собой гиганты спектрального класса B8 и B9 с температурой около 12 000 и 10 600 K, их видимые звёздные величины 6,90m и 7,39m. Расстояние до звезды 430 св. лет с коррекцией величины на 0,7 св. лет из-за затемнения межзвёздной пылью. Компоненты Аа, В, С и D имеют светимость 2900, 1300, 80 и 40 раз больше, чем у Солнца, а массы 8, 6,5, 3 и 2,5 солнечных соответственно.
Широко разделённые пары слишком далеки друг от друга для наблюдения за орбитальным движением, но A-B и C-D явно отошли друг от друга на расстояние, вдвое большее, чем были в прошлом веке или около того. Минимально A и B разделены на 175 а.е., C и D на 320 а.е. и AB-CD на 5500 а.е., орбитальные периоды соответственно не менее 600, 2500 и 91 000 лет. Орбитальные характеристики пары Aa-Ab неизвестны.
От каждой пары другая пара выглядят яркими точками света, разделёнными на 1 или 2 градуса. Компонент Ню Скорпиона D несколько выделяется своеобразным химическим составом, вызванным диффузией и разделением элементов (особенно усиленным кремнием), — явление, нередко встречающееся среди этого типа звёзд.

## Расположение

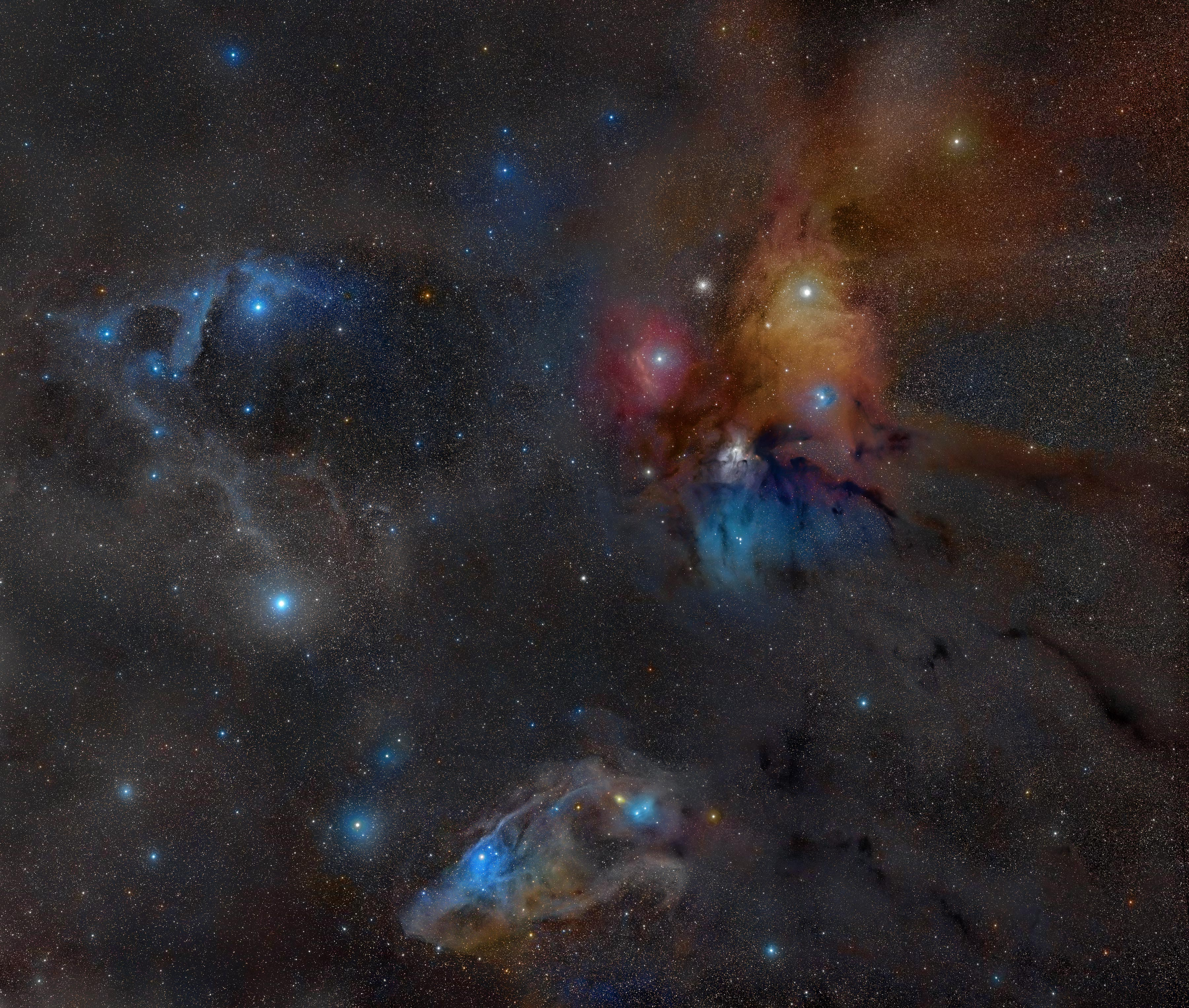
Область ρ Змееносца. Звезда находится рядом с туманностью IC 4592 Голубая конская голова рядом с нижней частью рамки картинки (север внизу)

Ню Скорпиона — это система, которая подсвечивает отражательную туманность, каталогизированную как IC 4592 и известную как туманность Голубая конская голова. Отражательные туманности состоят из очень мелкой пыли, которая обычно кажется тёмной, но может выглядеть довольно синей, если она отражает свет энергичных близлежащих звёзд. Поскольку звезда находится вблизи эклиптики, Ню Скорпиона может покрываться Луной и, очень редко, планетами. Меркурий покрывал её 14 декабря 1821 года и снова будет покрывать её 2 декабря 2031 года. Последнее покрытие Венерой состоялась 27 декабря 1852 года, а следующая состоится 30 декабря 2095 года. 29 июля 1808 года произошло покрытие Нептуном.

## Название
Звезда носит имя — ν Скорпиона (ν Scorpii) или Ню Скорпиона (Nu Scorpii) при использовании обозначений Байера. Обозначения его двух составных групп: Ню Скорпиона AB и Ню Скорпиона CD; компонента Ню Скорпиона Aa и др. компоненты, аналогично пронумерованных, вытекают из конвенции, используемой в «Вашингтонском каталоге кратных звёздных систем» (англ. Washington Multiplicity Catalog, (WMC)) и принятой Международным астрономическим союзом (IAU, МАС).
Ню Скорпиона носил традиционное имя Джаббах, возможно, от арабского Iklīl al Jabhah («корона на лбу»). В 2016 году МАС организовал Рабочую группу по звёздным именам (англ.  IAU Working Group on Star Names (WGSN)), чтобы каталогизировать и стандартизировать собственные имена звёзд. WGSN решила присвоить собственные имена отдельным звёздам, а не целым звёздным системам или оптически кратным звёздам. Он одобрил название Джабах для компонента Ню Скорпиона Aa 30 июня 2017 года, и теперь он включён в Список одобренных МАК звёздных имён.
В китайской астрономии Ню Скорпиона называется 鍵閉, Пиньинь: Jiànbì, что означает Дверной проём, потому что он маркирует аналогичный астеризм в созвездии Особняк (см.: Китайские созвездия).

## Компоненты системы
Ню Скорпиона имеет несколько компаньонов, информация о которых приведена в WDS. Цифры после кода первооткрывателя указывают номер конкретной записи в их каталогах.
| Название | Год  | Количество измерений | Позиционный угол | Угловое расстояние | Видимая звёздная величина 1-го компонента | Видимая звёздная величина 2-го компонента | Спектральный класс звёзд | Код первооткрывателя |
| Aa | 1988 | 2                    | 172°             | 0.1"               | 4.01                                      | —                                         | B3IV                     | CHR 146              |
| Aa | 1989 | 2                    | 7°               | —                  | 4.01                                      | —                                         | B3IV                     | CHR 146              |
| Aa-B | 1876 | 66                   | —                | 0.7"               | 4.4                                       | 6.9                                       | —                        | BU 120               |
| Aa-B | 1991 | 66                   | —                | 1.3"               | 4.4                                       | 6.9                                       | —                        | BU 120               |
| Aa-C | 1821 | 40                   | 337°             | 41.2"              | 4.4                                       | 6.26                                      | —                        | H 6                  |
| CD | 1846 | 66                   | 39°              | 1.1"               | 6.8                                       | 7.5                                       | B8/9V                    | MTL 2                |
| CD | 1974 | 66                   | 53°              | 2.3"               | 6.8                                       | 7.5                                       | B8/9V                    | MTL 2                |
| Примечание Ню Скорпиона А является спектрально-затменной звездой, показывая два спектра, B8V+B9VpSi, поэтому система по крайней мере пятикратная. |      |                      |                  |                    |                                           |                                           |                          |                      |

Информация об первооткрывателе.
| Код первооткрывателя | Первооткрыватель (англ.) | Первооткрыватель (рус.) |
| CHR 146              | —                        | —                       |
| BU 120               | Burnham, S.W.            | Бёрнхем, Ш. У.          |
| HJ 6                 | Herschel, J.             | Гершель У.              |
| MTL 2                | Mitchel, O.M.            | —                       |

|  |  |  |  |           |  |        |  |                             |  |                        |  | Aa                        |
|  |  |  |  |           |  |        |  |                             |  |                        |  |                           |
|  |  |  |  |           |  |        |  |                             |  |                        |  | T = 5.55 сут a = 1.06 mas |
|  |  |  |  |           |  |        |  |                             |  |                        |  |                           |
|  |  |  |  |           |  |        |  |                             |  |                        |  | Ab                        |
|  |  |  |  |           |  |        |  |                             |  |                        |  |                           |
|  |  |  |  |           |  |        |  |                             |  | T = 5.7 лет a = 0.063″ |  |                           |
|  |  |  |  |           |  |        |  |                             |  |                        |  |                           |
|  |  |  |  |           |  |        |  | Ac                          |  |                        |  |                           |
|  |  |  |  |           |  |        |  |                             |  |                        |  |                           |
|  |  |  |  |           |  |        |  | a = 1.305″                  |  |                        |  |                           |
|  |  |  |  |           |  |        |  |                             |  |                        |  |                           |
|  |  |  |  |           |  | B      |  |                             |  |                        |  |                           |
|  |  |  |  |           |  |        |  |                             |  |                        |  |                           |
|  |  |  |  | a = 41.1″ |  |        |  |                             |  |                        |  |                           |
|  |  |  |  |           |  |        |  |                             |  |                        |  |                           |
|  |  |  |  |           |  | C      |  |                             |  |                        |  |                           |
|  |  |  |  |           |  |        |  |                             |  |                        |  |                           |
|  |  |  |  |           |  | a = 2″ |  |                             |  |                        |  |                           |
|  |  |  |  |           |  |        |  |                             |  |                        |  |                           |
|  |  |  |  |           |  |        |  | Da                          |  |                        |  |                           |
|  |  |  |  |           |  |        |  |                             |  |                        |  |                           |
|  |  |  |  |           |  |        |  | Параметры орбиты неизвестны |  |                        |  |                           |
|  |  |  |  |           |  |        |  |                             |  |                        |  |                           |
|  |  |  |  |           |  |        |  | Db                          |  |                        |  |                           |
|  |  |  |  |           |  |        |  |                             |  |                        |  |                           |

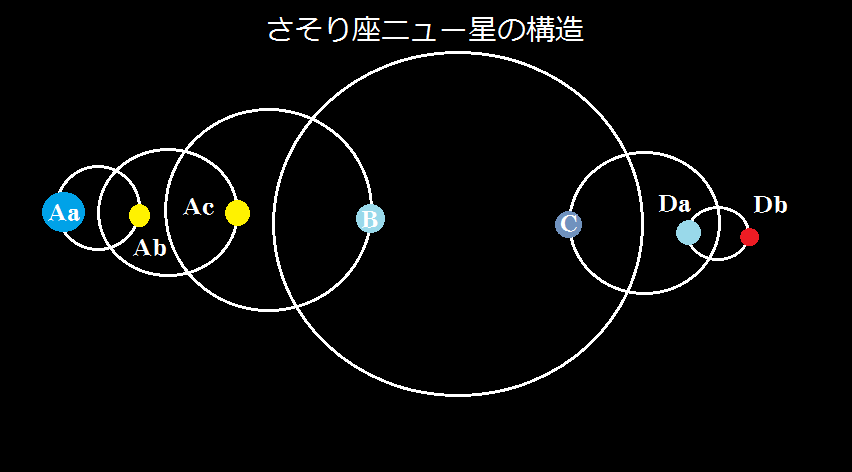
Расположение орбит в системе ν Скорпиона (не в масштабе)

Ню Скорпиона — семикратная звёздная система. Это одна из двух подобных известных систем, другая — AR Кассиопеи. Звёздные системы с более высокой кратностью встречаются ещё реже, потому что они менее устойчивы и часто распадаются на более мелкие системы. Ню Скорпиона делится на две группы: Ню Скорпиона AB и Ню Скорпиона CD. Ню Скорпиона CD расположена на расстоянии 41" от Ню Скорпиона A и также известна как HR 6026.

### Ню Скорпиона A
Ню Скорпиона A — самый яркий член системы. Он имеет видимую звёздную величину от 4,35m, что означает, что её можно увидеть невооружённым глазом. Однако Ню Скорпиона AB и CD не могут быть разрешены невооружённым глазом, но их можно увидеть с помощью телескопа.
Ню Скорпиона A — это тройная звёздная система. Основной компонент Ню Скорпиона A известен также как Ню Скорпиона Aab, и представляет собой спектрально-двойную. Его компоненты не могут быть разрешены, но движения звёзд вызывают периодические доплеровские сдвиги в их спектрах. Пара имеет орбитальный период 5,5521 дня и эксцентриситет 0,11 и разделение (оценённое) около 1,057 миллисекунды дуги. Более яркий компонент, Ню Скорпиона Aa, имеет спектральный тип B3V, что подразумевает звезду, лежащую на главной последовательности спектрального класса B. Считается, что более слабый компонент, Ню Скорпиона Ab, имеет видимую величину 6,90m.
Ню Скорпиона Ac является третьим компонентом подсистемы Ню Скорпиона A. Находясь на расстоянии в 63 миллисекунд дуги, она имеет видимую звёздную величину 6,62m.

### Ню Скорпиона B
Ню Скорпиона B является частью подсистемы Ню Скорпиона AB и вращается вокруг Ню Скорпиона A. Она имеет видимую звёздную величину 5,4m, но её спектральный класс неизвестен. Ню Скорпиона A и B находятся на расстоянии 1,305 секунды дуги; что означает, что их орбитальный период более 452 года. Другие параметры орбиты неизвестны.

### Ню Скорпиона CD
Ню Скорпиона CD также представляет собой систему с тремя звёздами. Первичный компонент системы, Ню Скорпиона C, является голубым гигантом спектрального класса B9III. Имея видимую звёздную величину 6,9m, он затмевает своего более слабого компаньона. Ню Скорпиона D имеет видимую звёздную величину 7,39m. Эти две звезды находятся на расстоянии 2 миллисекунд дуги.
Ню Скорпиона D с видимой звёздной величиной 7,39m является самым слабым компонентом системы Ню Скорпиона. Она относится к классу пекулярных звёзд, и является Ap/Bp звездой; в частности, в её спектре присутствуют сильные эмиссионные линии кремния. Вероятно, она также является спектроскопически двойной звездой: Ню Скорпиона Da — ещё одна звезда класса B9III, аналогичная Ню Скорпиона C; о звезде Ню Скорпиона Db мало что известно.